# Neillia thyrsiflora
Neillia thyrsiflora är en rosväxtart som beskrevs av David Don. Neillia thyrsiflora ingår i släktet klockspireor, och familjen rosväxter.

## Underarter
Arten delas in i följande underarter:
- N. t. fallax
- N. t. tunkinensis